# Greg Baldwin
 (février 2023).
La mise en forme du texte ne suit pas les recommandations de Wikipédia : il faut le « wikifier ».
Les points d'amélioration suivants sont les cas les plus fréquents. Le détail des points à revoir est peut-être précisé sur la page de discussion.
- Les titres sont pré-formatés par le logiciel. Ils ne sont ni en capitales, ni en gras.
- Le texte ne doit pas être écrit en capitales (les noms de famille non plus), ni en gras, ni en italique, ni en « petit »…
- Le gras n'est utilisé que pour surligner le titre de l'article dans l'introduction, une seule fois.
- L'italique est rarement utilisé : mots en langue étrangère, titres d'œuvres, noms de bateaux, etc.
- Les citations ne sont pas en italique mais en corps de texte normal. Elles sont entourées par des guillemets français : « et ».
- Les listes à puces sont à éviter, des paragraphes rédigés étant largement préférés. Les tableaux sont à réserver à la présentation de données structurées (résultats, etc.).
- Les appels de note de bas de page (petits chiffres en exposant, introduits par l'outil «  Source ») sont à placer entre la fin de phrase et le point final[comme ça].
- Les liens internes (vers d'autres articles de Wikipédia) sont à choisir avec parcimonie. Créez des liens vers des articles approfondissant le sujet. Les termes génériques sans rapport avec le sujet sont à éviter, ainsi que les répétitions de liens vers un même terme.
- Les liens externes sont à placer uniquement dans une section « Liens externes », à la fin de l'article. Ces liens sont à choisir avec parcimonie suivant les règles définies. Si un lien sert de source à l'article, son insertion dans le texte est à faire par les notes de bas de page.
- La présentation des références doit suivre les conventions bibliographiques. Il est recommandé d'utiliser les modèles {{Ouvrage}}, {{Chapitre}}, {{Article}}, {{Lien web}} et/ou {{Bibliographie}}. Le mode d'édition visuel peut mettre en forme automatiquement les références.
- Insérer une infobox (cadre d'informations à droite) n'est pas obligatoire pour parachever la mise en page.

Pour une aide détaillée, merci de consulter Aide:Wikification.
Si vous pensez que ces points ont été résolus, vous pouvez retirer ce bandeau et améliorer la mise en forme d'un autre article.
Greg Baldwin est un acteur américain né le 13 septembre 1966.
Il est surtout connu pour avoir repris plusieurs rôles de Makoto Iwamatsu à la mort de ce dernier. Il est ainsi l'interprète de Iroh dans la  dernière saison d'Avatar: The Last Airbender, ainsi que dans The Legend of Korra. Il le remplace également dans le rôle  du seigneur démon Aku dans la cinquième saison de Samurai Jack.

## Carrière
Baldwin tient de nombreux rôles au théâtre, Sidney Lipton dans God's Favorite, Mushnik dans Little Shop of Horrors, le Dr Zubritsky dans Fools (de Neil Simon), le comte Otto Von Bruno dans Bullshot Crummond et le boulanger dans The Baker's Wife.
Baldwin joue Iroh pour la dernière saison d'Avatar: The Last Airbender et pour les deuxième et troisième saisons de The Legend of Korra. Il peut également être entendu en tant qu'ancien maître Jedi Tera Sinube et en tant que Casiss sur Star Wars: The Clone Wars. Il joue également dans les animés de la franchise Star Wars, fournissant la voix de plusieurs personnages dans Lego Star Wars : The Freemaker Adventures, notamment la voix de Furlac. Il joue également le rôle du seigneur démon Aku dans la cinquième saison de Samurai Jack,.
Baldwin interprète une partie substantielle du dialogue de Splinter dans le film TMNT après la mort de Mako pendant la production. En 2016, il apparait en tant qu'écrivain communiste Dutch Zweistrong dans Hail, Caesar! .
Baldwin a été pour la première fois la voix d'Aku (de Samurai Jack) dans le jeu vidéo 2009 Cartoon Network Universe: FusionFall. Baldwin est crédité comme l'acteur original d'Atlas/Frank Fontaine, le principal antagoniste de BioShock ; il est remplacé par Karl Hanover dans la version finale du jeu, et l'accent traînant sudiste original du personnage est changé en un accent irlandais,. Sa voix peut également être entendue dans de nombreux autres jeux vidéo, notamment Tom Clancy's Rainbow Six: Lockdown, Assassin's Creed Brotherhood, FEAR et Fallout 4.
Le 2 avril 2021, Baldwin annonce qu'il a été choisi pour un rôle original non divulgué pour le prochain programme d'animation de Disney Television, The Ghost and Molly McGee. À sa libération, le rôle de Baldwin se révèle par la suite être l'un des membres du Ghost Council.

## Vie privée
Baldwin réside actuellement à Albuquerque avec sa femme Melissa Baldwin. Ensemble, ils ont deux enfants, Sydney et Cooper.
Selon une interview avec The Dot and Line, Baldwin a pu remplacer Mako sur ses rôles vocaux en écoutant l'album de la distribution de Pacific Overtures, une comédie musicale dans laquelle Mako a joué, qui était un album préféré de Baldwin.

## Filmographie

### Film
| Année | Titre | Rôle  | Remarques                             |
| ----- | ----- | ----- | ------------------------------------- |
| 2007  | TMNT  | Éclat | Regroupés sous "Voix supplémentaires" |

### Animation
| Année        | Titre                                       | Rôle                                            | Remarques                                                |
| ------------ | ------------------------------------------- | ----------------------------------------------- | -------------------------------------------------------- |
| 2004         | Confrontation de Xiaolin                    | Papa Bailey                                     | Épisode: "Grand comme le Texas"                          |
| 2004–05      | Brandy et M. Moustaches                     | Boris, animateur de talk-show, singe            | 3 épisodes                                               |
| 2007–08      | Avatar : le dernier maître de l'air         | Oncle Iroh, Voix supplémentaires                | 10 épisodes                                              |
| 2007         | Bob l'éponge Carré                          | Jack M. Crazyfish                               | Épisode: "Éponge noircie / Mermaid Man vs. Bob l'éponge" |
| 2009         | Georges curieux                             | Morty le chauffeur de taxi                      | Episode: "Roues sur le bus"                              |
| 2009         | Les merveilleuses mésaventures de Flapjack  | Sir Pattington, gendarme                        | Épisode: "Diamants dans l'étoffe"                        |
| 2010-12      | Star Wars: La guerre des clones             | Tera Sinube, Casiss, Sérapis, Gwarm, Doge Urus  | 7 épisodes                                               |
| 2013-2014    | La légende de Korra                         | Oncle Iroh, voix supplémentaires                | 4 épisodes                                               |
| 2016-17      | Lego Star Wars : Les Aventures de Freemaker | Furlac, Ranat, Voix supplémentaires             | 4 épisodes                                               |
| 2017         | Jack samouraï                               | Aku, Ringo, Capitaine Orc, Voix supplémentaires | 7 épisodes                                               |
| 2021-présent | Le fantôme et Molly McGee                   | Barthélemy                                      | 7 épisodes                                               |

### Jeux vidéo
| Année | Titre                                                   | Rôle                                                   |
| ----- | ------------------------------------------------------- | ------------------------------------------------------ |
| 2005  | Tom Clancy's Rainbow Six : Confinement                  | Voix supplémentaires                                   |
| 2005  | Donjons & Dragons : Éclat de dragon                     | Voix supplémentaires                                   |
| 2005  | CRAINDRE                                                | Norton Mapes, voix supplémentaires                     |
| 2006  | Gothique 3                                              | Zuben                                                  |
| 2006  | Médiéval II : Guerre totale                             | Voix supplémentaires                                   |
| 2006  | Voitures                                                | Lenny                                                  |
| 2007  | Voitures Mater-Championnat National                     | Lenny                                                  |
| 2007  | BioShock                                                | Franck Fontaine                                        |
| 2007  | Avatar : Le Dernier Maître de l'Air - La Terre Brûlante | Oncle Iroh, Voix supplémentaires                       |
| 2008  | Kung Fu Panda                                           | Maître Oogway                                          |
| 2008  | Avatar : le dernier maître de l'air - Dans l'enfer      | Oncle Iroh, Homme Explosif, Soldat de la Nation du Feu |
| 2008  | Spider-Man : la toile des ombres                        | Chacal, Mystério                                       |
| 2008  | Aion : Bouleversement                                   | Voix supplémentaires                                   |
| 2008  | Chroniques du chevalier blanc                           | Voix supplémentaires                                   |
| 2009  | Univers Cartoon Network : FusionFall                    | Aku                                                    |
| 2009  | Voitures Race-O-Rama                                    | Voix supplémentaires                                   |
| 2010  | Assassin's Creed : Fraternité                           | Voix supplémentaires                                   |
| 2010  | Chroniques de Valkyria II                               | Gilbert Gassenari                                      |
| 2011  | Rango                                                   | Brawler #2, Jumper #2, Chargeur #2                     |
| 2011  | The Elder Scrolls V: Skyrim                             | Voix supplémentaires                                   |
| 2011  | Kinect : Disneyland Aventures                           | Voix supplémentaires                                   |
| 2014  | La légende de Korra                                     | Oncle Iroh                                             |
| 2015  | Fallout 4                                               | Surveillant Teagan                                     |
| 2020  | Fantôme de Tsushima                                     | Voix supplémentaires                                   |
| 2020  | Samurai Jack : Bataille dans le temps                   | Aku                                                    |

### Action en direct
| Année   | Titre           | Rôle                   | Remarques  |
| ------- | --------------- | ---------------------- | ---------- |
| 2016    | Salut, César !  | Néerlandais Zweistrong |            |
| 2016-18 | Adam ruine tout | Divers                 | 4 épisodes |

## Théâtre
- Bullshot Crummond – Comte Otto Von Bruno
- Le favori de Dieu - Sidney Lipton
- Petite Boutique des Horreurs – Mushnik
- La femme du boulanger - Le boulanger